# Daya Vaidya
Daya Vivian Vaidya (* 20. Mai 1973 in Kathmandu, Nepal) ist eine US-amerikanische Schauspielerin.

## Leben
Daya Vaidya zog im Alter von zwei Jahren mit ihren Eltern von Kathmandu in Nepal nach Oakland in den Vereinigten Staaten. Sie hat eine Schwester. Mit elf Jahren begann sie, in Musicals mitzuspielen. Des Weiteren tanzte sie Hip-Hop und Ballett.
Sie bekam ein Stipendium bei Alvin Ailey in New York und besuchte die University of California, Los Angeles. Diese schloss sie mit einem Bachelor of Arts in Theater Arts ab.
Vaidya war mit Hutson Miller verheiratet. Seit Neujahr 2011 ist sie mit dem ehemaligen Boxer Don Wallace verheiratet. Ihr erstes Kind, ein Mädchen, kam 2009 zur Welt. Im Juli 2012 brachte sie in New York Zwillinge, zwei Jungen, zur Welt.
Ihren ersten Fernsehauftritt hatte Vaidya 1998 in zwei Folgen der Serie One World. 1999 folgten Auftritte in sieben Folgen von Hyperion Bay. Seitdem hatte sie Gastauftritte in Haunted, Robbery Homicide Division, Navy CIS, in zwei Folgen von All of US, Dexter und Two and a Half Men. Von 2011 bis 2012 war sie in einer Hauptrolle in der Serie Unforgettable zu sehen. Bei der Verlängerung um eine zweite Staffel wurde ihr Vertrag nicht verlängert.

## Filmografie (Auswahl)
- 1998: One World (Fernsehserie, 2 Folgen)
- 1999: Hyperion Bay (Fernsehserie, 7 Folgen)
- 2002: Haunted (Fernsehserie, Folge 1x02)
- 2002: Robbery Homicide Division (Fernsehserie, Folge 1x06)
- 2003: Naked Brown Man
- 2005: Navy CIS (NCIS, Fernsehserie, Folge 2x16)
- 2005: Clean Up Men
- 2005–2006: All of Us (Fernsehserie, 2 Folgen)
- 2007: Lincoln Heights (Fernsehserie, Folge 2x04)
- 2007: Dexter (Fernsehserie, Folge 2x07)
- 2008: Two and a Half Men (Fernsehserie, Folge 6x07)
- 2011–2012: Unforgettable (Fernsehserie, 22 Folgen)
- 2013: Twisted  (Fernsehserie, 3 Folgen)
- 2015: Castle (Fernsehserie, Folge 7x12)
- 2016–2020: Bosch (Fernsehserie, 19 Folgen)
- 2023: Superman & Lois (Fernsehserie, 6 Folgen)
- 2023: Navy CIS: L.A. (Fernsehserie, 1 Folge)